# Гвоздев, Алексей Фёдорович
Алексе́й Фёдорович Гво́здев (18 августа 1923, д. Малые Коршуны, ныне Мари-Турекский район, Марий Эл — 25 января 1984, Самара) — старший лейтенант Советской Армии, участник Великой Отечественной войны, Герой Советского Союза (1945).

## Биография
Родился в семье крестьянина. Отец Алексея Фёдор Гвоздев, участник Гражданской войны, пользовавшийся большим авторитетом среди односельчан, был одним из организаторов колхоза «Новая жизнь» в родной деревне. Вслед за односельчанами в 1937 году он вместе с семьёй переехал в Куйбышевскую область.
Алексею пришлось оставить Косолаповскую среднюю школу, в которой он учился после окончания Пумаринской начальной школы. После окончания семилетней школы он поступил учиться в Куйбышевский механический техникум. В 1941 году ему исполнилось 18 лет, и он, окончивший два курса техникума, решил поступить в лётное училище, но не прошёл медицинскую комиссию — не хватило одного сантиметра роста. Поэтому он, по примеру старшего брата Николая, окончившего Ульяновское танковое училище и к тому времени уже служившего в Красной Армии, поступил в Саратовское танковое училище.

## Боевой подвиг
16 июня 1941 года Алексей Гвоздев был призван на службу в Красную Армию. В 1942 году он окончил Саратовское танковое училище. К этому времени в бою под Москвой погиб  Николай, бывший уже командиром танкового батальона, а весной 1942 года умер отец.
С 22 января 1943 года танкист Алексей Фёдорович Гвоздев находился на фронтах Великой Отечественной войны. Боевое крещение он получил на Воронежском фронте в сражениях под  Каменкой и Ровеньками. В октябре 1943 года при освобождении Запорожья он участвовал в первой ночной танковой атаке. В этом бою его танк подорвался на мине. Весной 1944 года участвовал в освобождении города Кривой Рог.
К августу 1944 года старший лейтенант Алексей Гвоздев командовал танковым взводом 3-й танковой бригады 23-го танкового корпуса конно-танковой группы 2-го Украинского фронта. Отличился во время Ясско-Кишинёвской операции.
22 августа 1944 года танковый взвод Гвоздева одним из первых ворвался в румынский город Тыргу-Фрумос, и в боях за город уничтожил 6 дзотов, 6 артиллерийских орудий и 9 пулемётов. 23 августа взвод переправился через реку Серет к востоку от румынского города Роман, уничтожив несколько дзотов и огневых точек. В этом бою Гвоздев был ранен, но продолжил бой.
Указом Президиума Верховного Совета СССР от 24 марта 1945 года за «образцовое выполнение боевых заданий командования на фронте борьбы с немецкими захватчиками и проявленные при этом мужество и героизм» гвардии старший лейтенант Алексей Гвоздев был удостоен высокого звания Героя Советского Союза с вручением ордена Ленина и медали «Золотая Звезда» за номером 7293.

## Дальнейшая жизнь
После окончания Великой Отечественной войны Алексей Гвоздев девять лет служил в рядах Советской Армии. В декабре 1953 года был уволен в запас.
Демобилизовавшись в 1954 году, вернулся в Куйбышев, где трудился токарем-наладчиком на Куйбышевском моторостроительном объединении имени М. В. Фрунзе.
Вместе с женой Валерией Викторовной воспитывал двух детей. Сын Николай, названный именем погибшего брата, окончил техникум, дочь Ольга, окончив институт, стала инженером.
Алексей Гвоздев скончался 25 января 1984 года, похоронен на Рубёжном кладбище Самары.

## Награды
Награждён орденом Красной Звезды и рядом медалей, в том числе медалью «За боевые заслуги».

## Память
- На здании Косолаповской средней школы Мари-Турекского района Марий Эл установлена мемориальная доска в честь Гвоздева[7].
- 23 июня 2021 года на здании Сысоевской средней школы им. Суворова Мари-Турекского района Марий Эл прошло открытие мемориальной доски в честь Гвоздева[9].
- Имя Гвоздева носила пионерская дружина школы № 85 города Куйбышева[7].